# I'm Still Here (film fra 2024)
I'm Still Here (portugisisk: Ainda Estou Aqui) er en brasiliansk politisk dramafilm fra 2024. Filmen er instrueret af Walter Salles og er blevet meget kritikerrost. Skuespilleren Fernanda Torres vandt en Golden Globe for sin præstation i hovedrollen og blev desuden Oscar-nomineret for samme rolle, ligesom filmen selv blev nomineret til en Oscar for såvel Bedste film som Bedste fremmedsprogede film og vandt det sidstnævnte trofæ. Filmen blev dermed den første brasilianske film, der vandt denne pris.

## Handling
Rubens Paiva, et tidligere kongresmedlem og åben kritiker af Brasiliens nyligt indstiftede militærdiktatur, blev en eftermiddag i 1971 bortført fra sit hjem i Rio de Janeiro af regeringsembedsmænd. Hans hustru Eunice (Fernanda Torres) må holde samme på den efterladte familie samtidig med, at hun utrætteligt kæmper for at finde ud af præcis, hvad der er tilstødt hendes mand. Filmen er dermed på én gang et kvindeportræt og en spændingshistorie om menneskelig vedholdenhed over for uretfærdighed.

## Medvirkende
- Fernanda Torres som Eunice Paiva
- Fernanda Montenegro
- Selton Mello som Rubens Paiva
- Antonio Saboia som Marcelo Rubens Paiva
- Marjorie Estiano
- Humberto Carrão
- Valentina Herszage
- Bárbara Luz

## Modtagelse

### USA
På det amerikanske websted Rotten Tomatoes, der opsummerer amerikanske mediers filmanmeldelser, var hele 97 % af de 161 indsamlede anmeldelser positive med en gennemsnitlig vurdering på 8,3 ud af 10 mulige point. Webstedets sammenfattende vurdering lød: "Båret med af Fernanda Torres' enestående præstation udforsker I'm Still Here på gribende vis en nations omvæltning gennem en families søgen efter svar".

## Oscar for bedste fremmedsprogede film
Filmen vandt i marts 2025 som den første brasilianske film nogensinde en Oscar for bedste fremmedsprogede film foran de andre fire nominerede konkurrenter: den lettiske animationsfilm Flow, den franske Emilia Pérez, den danske Pigen med nålen og den iranske Frøet fra det hellige figentræ.